# Hymenodictyon floribundum
Hymenodictyon floribundum är en måreväxtart som först beskrevs av Ferdinand von Hochstetter och Ernst Gottlieb von Steudel, och fick sitt nu gällande namn av Benjamin Lincoln Robinson. Hymenodictyon floribundum ingår i släktet Hymenodictyon och familjen måreväxter. Inga underarter finns listade i Catalogue of Life.